# Cuadrado negro
El Cuadrado negro (en ruso: Чёрный квадрат, romanizado: Chiórni kvadrát) es una pintura icónica del pintor ruso Kazimir Malévich. 
Malévich hizo al menos cinco versiones, de las cuales se conservan cuatro; la primera fue hecha en 1915 y se halla en la Galería Tretiakov de Moscú, institución que posee también la considerada cuarta versión, de 1929. La segunda versión (también de 1915) se da por perdida, la tercera (1924) se halla en el Museo Ruso de San Petersburgo y la que se cree última, de 1930 o 1932, ingresó en el Museo del Hermitage en 2002 gracias al mecenazgo privado.

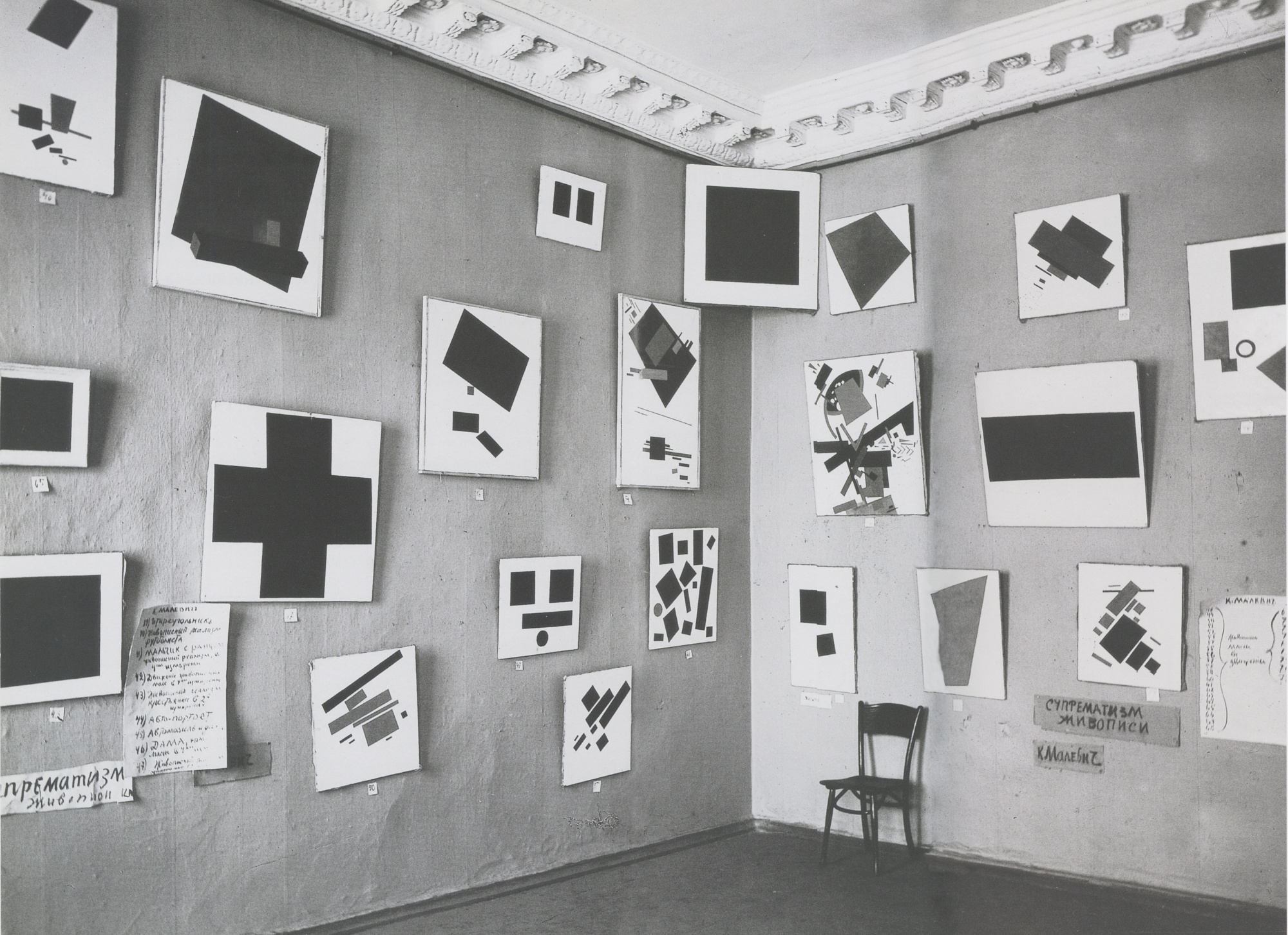
Veintiuna de las treinta y nueve obras de Malévich en la exposición Última exposición futurista: 0.10. El Cuadrado negro ocupa el ángulo superior, lugar tradicional del icono en la casa de un creyente ruso.

El Cuadrado negro se mostró por primera vez en la exposición llamada Última exposición futurista: 0.10 en 1915, realizada en Petrogrado y en donde abandona el futurismo. Cuelga treinta y nueve obras abstractas y las presenta como el nuevo realismo pictórico, entre ellas el famoso Cuadrado negro, que supone un giro capital en la evolución de Malévich y de toda la pintura moderna. La obra es frecuentemente invocada por críticos, historiadores, curadores y artistas como el «punto cero de la pintura», refiriéndose a la importancia histórica de la pintura y parafraseando a Malévich.